# Rodolfo Alvarez
Rodolfo Alvarez (* 23. Oktober 1936 in San Antonio) ist ein US-amerikanischer Soziologe und emeritierter Professor der University of California, Los Angeles (UCLA). Er amtierte 1985/86 als Präsident der Society for the Study of Social Problems.

## Werdegang
Nach einem zertifizierten Europastudium im französischen Aix-en-Provence machte Alvarez 1961 das Bachelor-Examen an der San Francisco State University. 1964 folgte das Master-Examen an der University of Washington. wo er 1966 zum Ph.D. promoviert wurde. Nach Dozententätigkeit an der University of Washington war Alvarez von 1966 bis 1972 Assistant Professor an der Yale University, dann von 1972 bis 1980 Associate Professor an der UCLA, wo er seit 1980 Full Professor war.

## Schriften (Auswahl)
- Mit Kenneth G. Lutterman: Discrimination in organizations. Jossey-Bass, San Francisco 1979, ISBN 0-87589-429-1.
- Als Herausgeber: Delivery of services for Latino community mental health. University of California, Spanish Speaking Mental Health Research and Development Program, Los Angeles 1975 (gedruckt 1978).